# Andrzej Dobrowolski
Andrzej Dobrowolski   (Lviv, 9 de setembre de 1921 - Graz, 8 d'agost de 1990) fou un compositor i pedagog musical polonès.

## Biografia
Inicialment, va estudiar música amb Bronisław Rutkowski (orgue), Stefan Belina-Skupiewski (cant) i Ludwik Kurkiewicz (clarinet). Durant els anys 1945-1951 va estudiar a l'Escola Superior de Música de Cracòvia amb Stefania Łobaczewska (teoria) i Artur Malawski (composició). Durant els anys 1947-1954 va ensenyar assignatures teòriques a l'Escola Superior de Música de l'Estat i a l'Escola Superior de Música de Cracòvia i, entre 1954-1976, a l'Escola Superior de Música de Varsòvia on, a partir de 1965, també impartí una classe de composició. Des de 1976 va ser professor titular de composició i música electrònica, i des de 1979 va ser degà de la Facultat de Composició, Teoria i Direcció de la Universitat de Música i Arts Escèniques de Graz. Paral·lelament, desenvolupà una animada activitat dins de la Unió de Compositors Polonesos (1954-1969 secretari general), i contribuí significativament a l'activació de la feina de l'associació. El 1967 i el 1970-1972 va presidir el Comitè del Programa de Tardor de Varsòvia. Entre els antics alumnes de Dobrowolski es poden esmentar: John Casken (Anglaterra), Krzysztof Knittel, Norbert Mateusz Kuźnik, Wojciech Michniewski, Jan Oleszkowicz, Bernhard Lang, Sigrid Riegebauer (Àustria) i K. Johns (Alemanya).
El 1969 va rebre la Creu d'Or al Mèrit. El 1971 va ser homenatjat pel conjunt de la seva obra pel Ministeri de Cultura polonès i el 1972 per l'Associació de Compositors Polonesos. El 1990 va rebre el Premi de Música Johann Joseph Fux del govern provincial d'Estíria. També va rebre la Creu de Cavaller de l'Orde Polònia Restituta.
Els dies 4 i 6 de desembre de 2015 (en el 25è aniversari de la mort d'Andrzej Dobrowolski) es va celebrar a Varsòvia, a la Universitat de Música Fryderyk Chopin una conferència científica d'àmbit nacional titulada Rozumienie muzyki: Muzyka Czystej Formy ("Entendre la música: música de forma pura"), organitzada pel Departament de Teoria de la Música sota el patrocini de la Societat Polonesa d'Anàlisi Musical amb ponències, taules de discussió i concerts que recorden la producció del compositor.

## Composicions principals
- Variacions simfòniques (1949)
- Primera simfonia (1955)
- Concert per a fagot i orquestra (1953)
- Trio per a oboè, clarinet i fagot (1956)
- Estudis per a oboè, trompeta, fagot i contrabaix (1959)
- Música per a cinta núm. 1 (1962)
- Música per a orquestra de corda i 4 grups d'instruments de vent (1964)
- Música per a cinta i solo d'oboè (1965)
- Música per a cordes, 2 grups d'instruments de vent i 2 altaveus (1967)
- "Música per a orquestra" (1968)
- Krabogapa per a 4 instruments (1969)
- Amar, música per a orquestra núm. 2 (1970)
- Música per a cinta i piano (1971)
- Música per a orquestra núm. 3 (1972–1973)
- "Música per a tuba sola" (1973)
- S for S, música electrònica (1973)
- A-la, música per a orquestra núm. 4 (1974)
- Música per a cor mixt, 2 grups d'instruments de vent, contrabaix i percussió (1975)
- Música per a cinta i contrabaix (1977)
- Passacaglia. Música per a l'orquestra núm. 5 (1978–1979)
- Música per a cinta i clarinet baix (1980)
- Música per a l'orquestra núm. 6 (1981–1982)
- Música per a orquestra de cambra (1982–1983)
- "Musik fuer Grazer Bläserkreis" (1984)
- Música per a orquestra i oboè solista (1984–1985)
- Fluechten per a conjunt de cambra i recitador (1985–1986)
- Música per a orquestra núm. 7 (1986–1987)
- Passacaglia fuer TX, música per ordinador (1988)
- Quartet de corda (1989)